# Мишон (Орегон)
Мишон (енгл. Mission) насељено је место без административног статуса у америчкој савезној држави Орегон.

## Демографија
По попису из 2010. године број становника је 1.037, што је 18 (1,8%) становника више него 2000. године.
| Група             | 2000.       | 2010.       |
| Белци             | 225 (22,1%) | 162 (15,6%) |
| Афроамериканци    | 0 (0,0%)    | 11 (1,1%)   |
| Азијати           | 2 (0,2%)    | 0 (0,0%)    |
| Хиспаноамериканци | 27 (2,6%)   | 78 (7,5%)   |
| Укупно            | 1.019       | 1.037       |